# دیوانه (شطرنج)
در شطرنج، دیوانه یا دسپرادو مهره‌ای است که بدون ترس از گرفته شدن به شاه یا مهره‌های دگر حمله می‌کند و در صورت گرفتن آن بازی پات می‌شود.